# Tomáš Sochr
Tomáš Sochr (* 27. dubna 1980 Nenačovice) je český detektiv a politik, v letech 2021 až 2022 první místopředseda Přísahy, od roku 2022 zastupitel a starosta Nenačovic.

## Život
Narodil se v roce 1980. V mládí studoval bezpečnostně právní studia a policejní management a kriminalistiku na Policejní akademii ČR. Asi v roce 2000 krátce působil jako průvodce na Aljašce. Po studiu začal pracovat jako detektiv, přičemž později se stal vedoucím odboru nelegálních obchodů ÚOOZ. Studoval pak také na Národní akademii FBI v Quanticu v USA. V rámci svého působení pracoval mimo jiné na případu Nagyová. V roce 2016 byl propuštěn poté, co byl ÚOOZ zrušen. V roce 2020 nastoupil k bezpečnostní agentuře.
V roce 2010 založil občanské volnočasové sdružení LDT Šimanov. Je ženatý, má dva syny. K roku 2022 se uváděl jako OSVČ.

## Politické působení
Na začátku roku 2021 se stal členem hnutí Přísaha, které zároveň spoluzakládal a finančně podporoval. Na sněmu v červnu 2021 byl zvolen jeho prvním místopředsedou. Pro volby do Poslanecké sněmovny v roce 2021 byl lídrem kandidátní listiny Přísahy ve Středočeském kraji. Hnutí však těsně nepřekročilo hranici 5 % hlasů, a Sochr tak mandát poslance nezískal.
V komunálních volbách 2022 byl z pozice lídra kandidátní listiny Přísahy zvolen zastupitelem obce Nenačovice. V říjnu 2022 byl zvolen starostou obce. Na sněmu strany v listopadu 2022 již funkci prvního místopředsedy hnutí neobhajoval.